# The Arts Desk
The Arts Desk es un sitio web británico de periodismo cultural que contiene reseñas, entrevistas, noticias, entre otros tipos de contenido relacionado con la música, el teatro, la televisión, el cine y distintas formas de arte. Estas son escritas por periodistas de una variedad de publicaciones tradicionales y de medios digitales.
Se lanzó en septiembre de 2009. Desde 2010 hasta 2013, su presidente honorífico era Sir John Tusa, antiguo director del Servicio Mundial de la BBC y el Barbican Centre.
En 2012 ganó un Online Media Award al mejor sitio web de periodismo especializado, en conjunto con el sitio web de The Economist.